# Монетен двор (България)
„Монетен двор“ ЕАД е българският монетен двор - търговско дружество, създадено през 1952 г., еднолична собственост на Българската народна банка.
Неговата дейност се състои в сеченето на разменните и възпоменателните монети в България, емисии на Българската народна банка, както и сеченето на възпоменателни монети и медали на други държави.
Монетният двор произвежда също и висококачествени медали, ордени и други почетни знаци, включително и връчваните от президента, Министерството на отбраната и Министерството на вътрешните работи.